# Traqueida

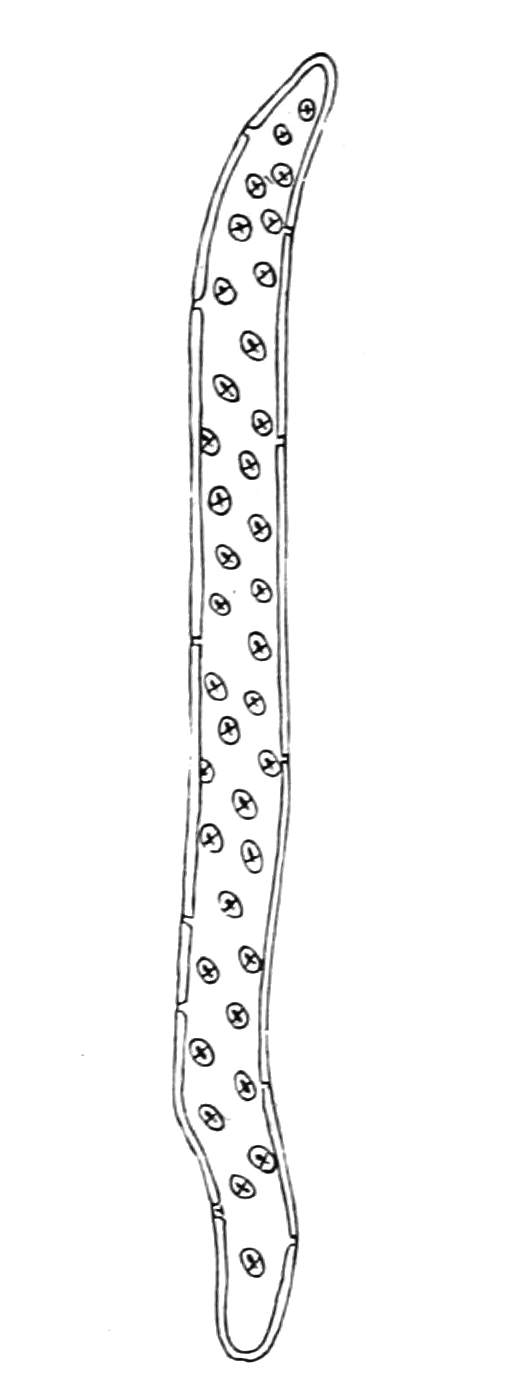
Traqueida de Quercus amb puntejadures a la paret.

Les traqueides són un dels tipus d'elements traquearis (o elements conductors) que transporten l'aigua a través del xilema de les plantes vasculars. Les traqueides són unicel·lulars, més estretes (< 1 cm d'allargada i entre 50 i 150 µm de diàmetre, en general) que els elements dels vasos —en català també dits tràquees— que són els elements traquearis propis de les angiospermes. Són característiques del xilema de les gimnospermes tot i que també apareixen en el de les angiospermes.
Les traqueides, quan són madures i funcionals, formen una xarxa interconnectada de cèl·lules no-vivents tubulars i buides per dins, és a dir, sense protoplasma. Presenten parets secundàries gruixudes de cel·lulosa, hemicel·lulosa i lignina, la qual cosa les fa poc permeables a l'aigua però més resistents al col·lapse sota pressions negatives. Així doncs, a part de la funció principal relacionada amb el transport d'aigua, les traqueides també contribueixen a dotar la planta de suport estructural.
El moviment de l'aigua entre traqueides es dona a través de les puntejadures que són interrupcions de la paret secundària. Així doncs, entre el lumen d'una cèl·lula i el de l'adjacent només hi ha la làmina mitjana i les parets cel·lulars primàries. Com que les traqueides se sobreposen, l'aigua es mou verticalment o lateralment a través de les puntejadures.
A diferència dels elements dels vasos (o tràquees) més moderns, presents únicament a les angiospermes, les traqueides tenen menys risc de cavitació i en cas d'ocórrer se sofreixen menys danys. Ara bé, l'efecte barrera a la difusió de l'aigua és major i la capacitat de transport es veu reduïda.
La tendència evolutiva del xilema de les gimnospermes és tenir traqueides més llargues i amples amb puntejadures areolades amb torus.